# De natura et gratia
Sobre a Natureza e a Graça (em latim: De natura et gratia) é um livro antipelagiano de Agostinho de Hipona escrito em 415. É uma resposta ao livro de Pelágio de 414, Sobre a Natureza (em latim: De natura). Antes desta obra, Agostinho não parecia ver Pelágio como um herege, mas Sobre a Natureza e a Graça parece ser um ponto de virada na Controvérsia Pelagiana. A obra não menciona Pelágio pelo nome, mas, ao responder a De natura, Agostinho, pela primeira vez, enfrenta Pelágio como um oponente.